# Vila de Guiné
A Vila de Guiné (ou apenas Guiné), é um povoado da cidade brasileira de Mucugê, da qual é um distrito, situado na região central da Chapada Diamantina, estado da Bahia. É cortado por um rio que tem o mesmo nome, que é oriundo de um arbusto assim chamado, ali abundante.
Originalmente povoado por indígenas, no século XIX e começo do seguinte teve algum desenvolvimento em razão do garimpo das lavras no seu entorno; deste período, entretanto, restam apenas poucos sobrados. Além da sede distrital, há os povoados de Guiné de Cima e de Guiné de Baixo.
O povoado está próximo ao Parque Nacional da Chapada Diamantina, ficando ao oeste dele, sendo um dos acessos ao Vale do Pati; próximo dele a Serra do Sincorá atinge um dos seus pontos mais altos (com 1 700 metros de altitude) e para os turistas que percorrem a pé aquela região da Chapada seu acesso oferece um certo grau de dificuldade, com subidas e descidas cansativas.
A comunidade possui escola, e a feira pública ocorre às terças e quintas-feiras, quando os moradores da região ali acorrem para as compras. O transporte de moradores e turistas é feito por meio de vans, e tanto na vila quanto no entorno existem várias pousadas.
Um dos atrativos locais é o "Mirante do Morro da Espera", que tem este nome porque foi ali que os moradores se refugiaram com medo da passagem da Coluna Miguel Costa-Prestes, em maio de 1926. Em 2014 o lugar foi o ponto de partida de uma expedição jornalística do programa Globo Repórter com o jornalista José Raimundo, que percorreu a seguir o Vale do Pati até Andaraí, passando pelo Morro do Castelo.